# Ácido araquídico
El ácido araquídico(20:0), también denominado ácido eicosanoico, es un ácido graso saturado que es un constituyente del aceite de maní (1,1 %–1,7 %). Su nombre proviene de la raíz latina arachis — maní. Se puede obtener mediante hidrogenación del ácido araquidónico.
La reducción del ácido araquídico permite obtener alcohol araquidílico.